# Гафни (Южная Каролина)
Гафни (англ. Gaffney) — город и административный центр округа Чероки в штате Южная Каролина в Соединённых Штатах Америки.
Согласно результатам переписи населения США, проведённой в 2020 году, число жителей города составляло 12 764 человек, что, для такого небольшого населённого пункта, существенно больше (+ 1,8%), чем было во время предыдущей переписи прошедшей в 2010 году (12 539 человек).

## История
Майкл Роберт Гаффни (англ. Michael Robert Gaffney) родился в городе Гранард в Ирландии, в 1775 году. Он эмигрировал в Соединённые Штаты в 1797 году, прибыв сперва в Нью-Йорк, а через несколько лет переехав в Чарлстон. В 1804 году Гаффни перебрался вглубь Южной Каролины и основал таверну и гостевой дом в месте, которое впоследствии стало известно как «Перекрёсток Гаффни» (англ. Gaffney's Cross Roads). Это место идеально подходило для развития благодаря двум основным дорогам, которые здесь пересекались: одна вела с гор Северной Каролины в Чарльстон, а другая из города Шарлотт в Джорджию. Майкл Гаффни умер здесь 6 сентября 1854 года, но его имя не исчезло с карт. 

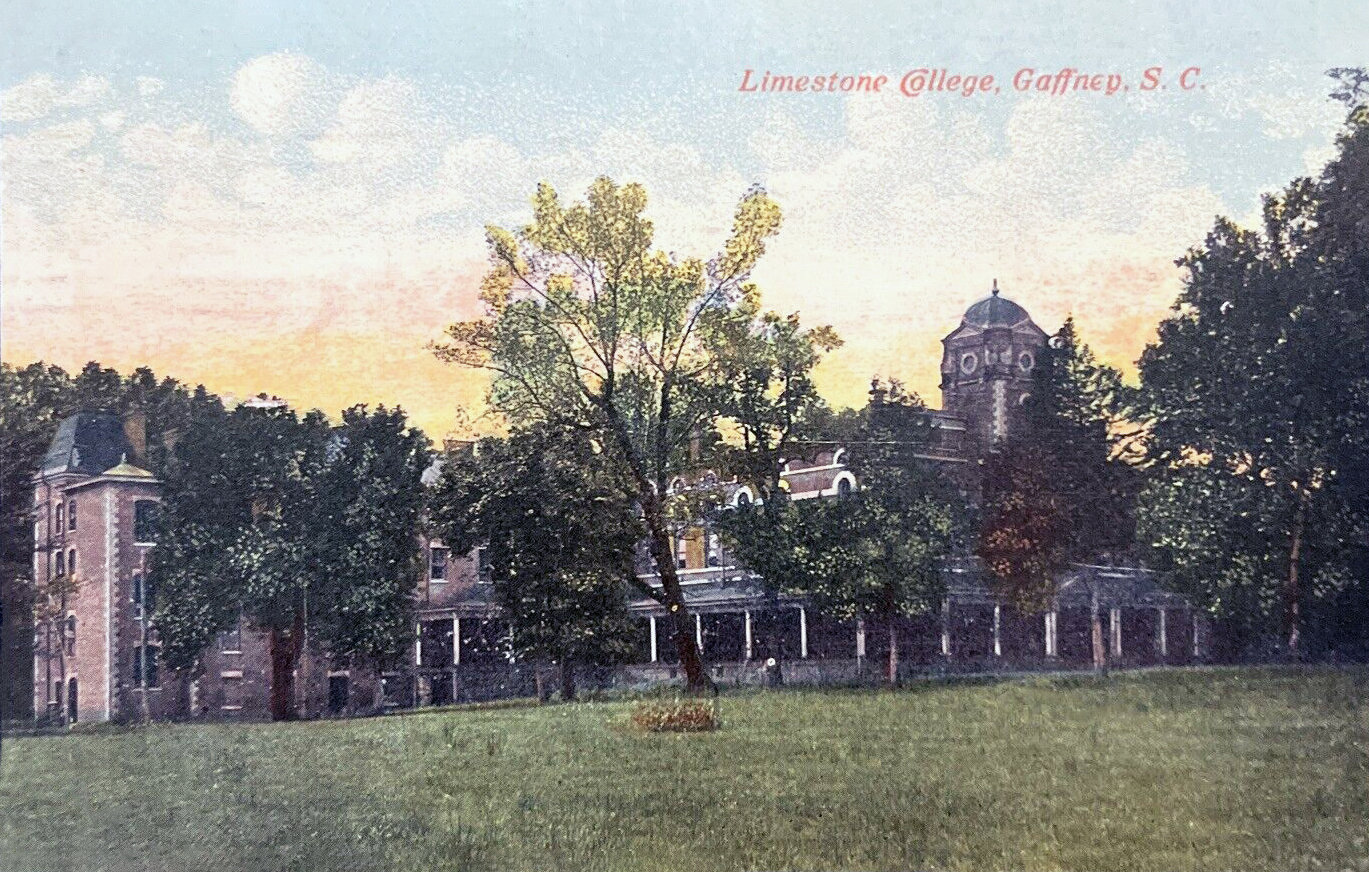
Университет Лаймстоун

В 1872 году этот район стал известен как «Город Гаффни» (англ. Gaffney City). Гаффни был избран столицей округа Чероки, образованного в 1897 году из частей округов Йорк, Юнион и Спартанберг. Город стал крупным центром текстильной промышленности Южной Каролины, которая составляла основу экономики округа вплоть до 1980-х годов.
Аптаун (буквально с английского — верхний город) Гаффни начал приходить в упадок после строительства межштатной автомагистрали I-85, поскольку рядом с новой трассой располагались промышленные предприятия и учреждения для досуга.
С 1845 года в Гафни обучал студентов Университет Лаймстоун, но в 2025 году из-за финансовых трудностей он был закрыт, прекратив даже онлайн-занятия.

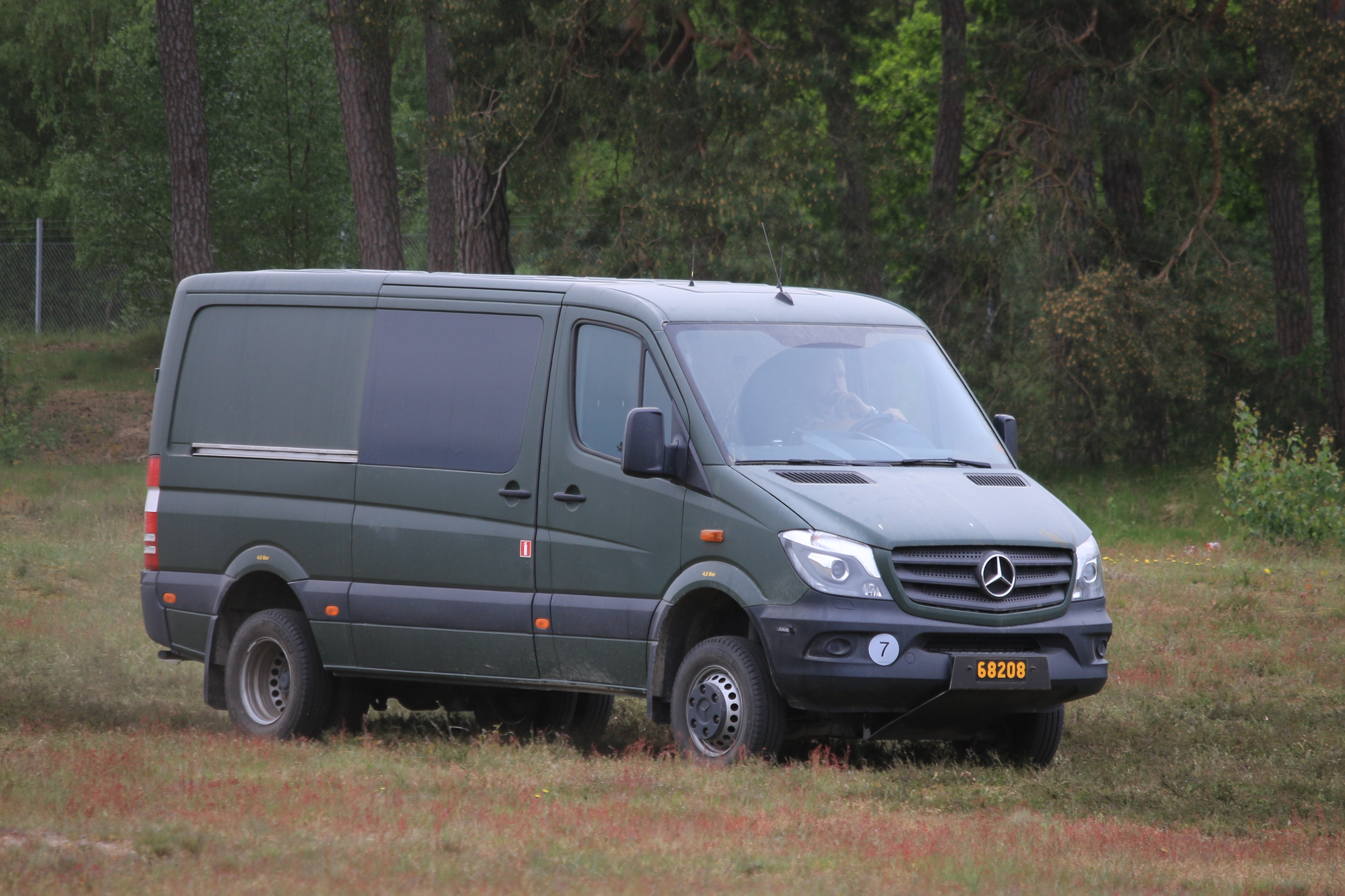
Mercedes Sprinter

С 2001 по 2006 год, чтобы обойти так называемый куриный налог, грузовые фургоны Mercedes и Dodge Sprinter производились в виде сборочного набора в Дюссельдорфе и отправлялись на завод в Гафни, для окончательной сборки с долей из местных деталей, дополняющих импортированные компоненты. Грузовые версии облагались бы налогом, если бы ввозились в качестве полностью собранных единиц, но полная сборка осуществлялась в США.
Гафни приобрёл печальную известность благодаря местным маньякам. В 1967–1968 годах Ли Рой Мартин, известный как «Душитель из Гаффни», убил четырёх человек; две из них были девочками, четырнадцати и пятнадцати лет. В 2009 году серия убийств, устроенная Патриком Трейси Беррисом, привела к гибели ещё пяти местных жителей.

## География

Персикомер

Гафни расположен на севере штата Южная Каролина, недалеко от географического центра округа Чероки на высоте около 245 метров над уровнем моря. Он находится примерно в 89 километрах к юго-западу от города Шарлотт и в 80 километрах к северо-востоку от города Гринвилл.
В соответствии с данными указанными на сайте центрального статистического органа страны — Бюро переписи населения США, общая площадь Гафни составляет 21,63 км² (8,35 квадратных мили), из которых 21,56 км² (8,32 квадратных мили) приходится на сушу, а 0,07 км² (0,31%) занимает водная поверхность.
Гаффни известен также под неофициальным прозвищем «Персиковая столица Южной Каролины» и судя по необычной (в виде персика) форме водонапорной башни на въезде в город, местным жителям это название весьма импонирует. Башня стала широко известны после выхода американского сериала «Карточный домик», где по сюжету девушка ведя автомобиль отвлеклась на красиво подсвеченную башню и погибла. Некие политические силы попытались использовать эту трагедию в своих интересах.